# Circondario di Schwäbisch Hall
Il circondario di Schwäbisch Hall è uno dei circondari dello stato tedesco del Baden-Württemberg.
Fa parte del distretto governativo di Stoccarda.

## Città e comuni
(Abitanti il 31 dicembre 2022)
| Città 1. Crailsheim (35 760) 2. Gaildorf (12 408) 3. Gerabronn (4 546) 4. Ilshofen (7 089) 5. Kirchberg an der Jagst (4 456) 6. Langenburg (1 934) 7. Schrozberg (5 908) 8. Schwäbisch Hall (41 898) 9. Vellberg (4 654) | Comuni 1. Blaufelden (5 421) 2. Braunsbach (2 574) 3. Bühlertann (3 067) 4. Bühlerzell (2 127) 5. Fichtenau (4 595) 6. Fichtenberg (2 996) 7. Frankenhardt (5 011) 8. Kreßberg (4 056) 9. Mainhardt (6 168) 10. Michelbach an der Bilz (3 574) 11. Michelfeld (3 874) 12. Oberrot (3 608) 13. Obersontheim (5 493) 14. Rosengarten (5 281) 15. Rot am See (5 668) 16. Satteldorf (5 733) 17. Stimpfach (3 117) 18. Sulzbach-Laufen (2 529) 19. Untermünkheim (3 099) 20. Wallhausen (3 788) 21. Wolpertshausen (2 402) |